# Mantelliceras
Mantelliceras Hyatt, 1903 è un genere di molluschi cefalopodi estinti appartenente alle ammoniti (sottoclasse Ammonoidea), vissuto nel Cenomaniano Inferiore, all'inizio del Cretaceo superiore. I fossili di questo genere sono diffusi a livello mondiale.

## Descrizione
Conchiglia con avvolgimento planispirale , da moderatamente involuto a evoluto, da compressa a inflata a seconda delle specie. Ombelico ampio ma piuttosto profondo, con margine ombelicale ben rilevato. L'ornamentazione è a coste generalmente marcate e ben rilevate, con decorso radiale, da dritte a leggermente flessuose, in numero variabile da una trentina a una quarantina, distinte tra principali (che si originano al margine ombelicale e percorrono tutto il fianco), e secondarie (che compaiono a circa metà del fianco). Tutte le coste attraversano la regione ventrale (non vi sono carene o solchi), e portano diverse file di nodi o tubercoli, 

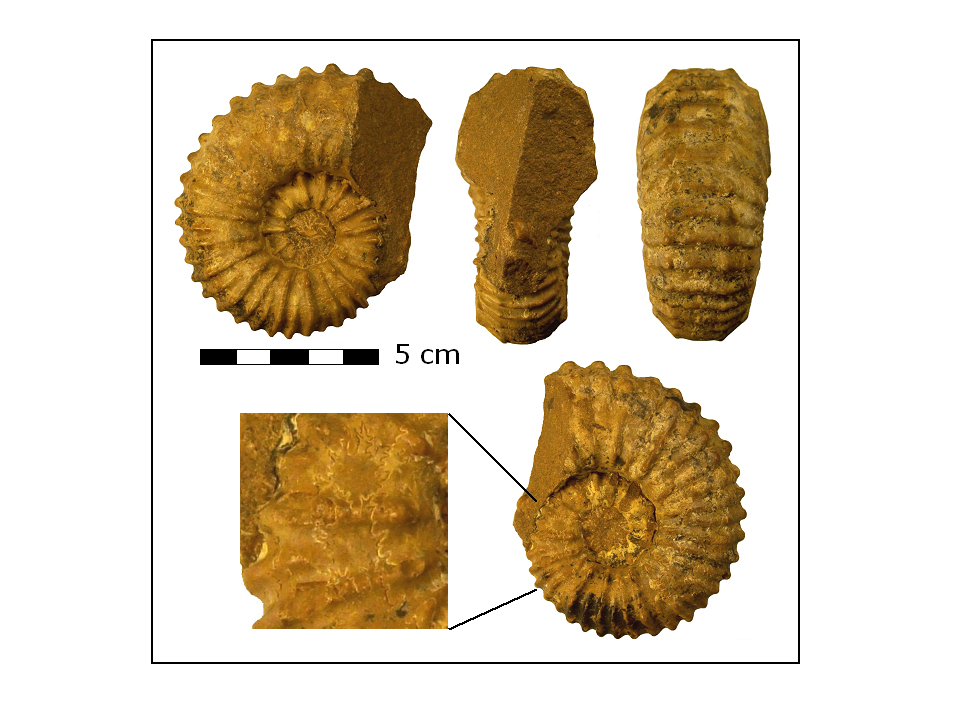
Esemplare giovanile di ammonite appartenente al genere Mantelliceras. Provenienza: Madagascar. Sopra, da sinistra a destra: veduta laterale e vedute ventrali. Sotto: veduta laterale e particolare della sutura. L'esemplare è un modello interno di fragmocono.

I giri interni, corrispondenti allo stadio giovanile dell'organismo, sono caratterizzati da quattro file di nodi o tubercoli  in posizione periombelicale, laterale, latero-ventrale esterna e interna; hanno sezione poligonale in corrispondenza delle coste, dovuta alla presenza dei tubercoli, mentre la sezione è circolare in corrispondenza degli spazi intercostali.
Con la crescita, i tubercoli latero-ventrali e laterali tendono gradualmente a ridursi fino a scomparire nello stadio adulto, mentre i tubercoli periombelicali tendono a divenire clavi allungate e leggermente proverse. La sezione dei giri nell'adulto è da circolare ad sub-ovale.
Sutura ammonitica complessa, con lobi esterno (ventrale) e laterale sviluppati e bifidi o trifidi; selle ampie e lievemente asimmetriche; una grande sella esterna angolosa.

La conchiglia dell'adulto raggiunge in media i quindici-venti centimetri di diametro, ma si possono trovare esemplari fino ad oltre cinquanta centimetri. Il dimorfismo sessuale, tipico delle Ammoniti, in questo caso si manifesta solamente con una marcata differenza di taglia (le macroconche sono decisamente più grandi delle microconche: più del doppio), a differenza di altri generi in cui la forma e l'ornamentazione della conchiglia possono variare.

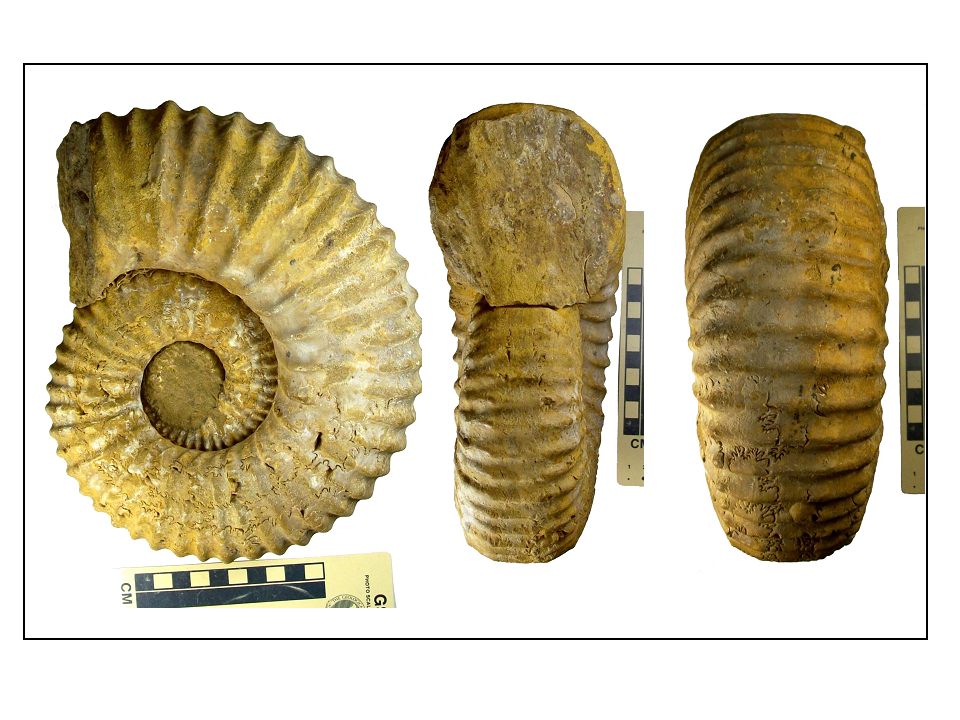
Esemplare adulto di Mantelliceras sp.. Provenienza: Madagascar. Da sinistra: veduta laterale e vedute ventrali. L'esemplare è un modello interno con gran parte della camera di abitazione; visibile la linea di sutura.

## Distribuzione
Mantelliceras si evolve probabilmente nel Cenomaniano basale dal genere Stoliczkaia  (Neumayr), presente dall'Albiano superiore al Cenomaniano inferiore, probabilmente per pedomorfosi . Questo genere è limitato al Cenomaniano Inferiore, del quale le specie M. mantelli (Sowerby) e M. dixoni (Spath) caratterizzano le ultime due biozone.
Mantelliceras è una delle prime specie che caratterizzano l'esplosione evolutiva delle Acanthoceratidae a partire dal Cenomaniano. È largamente diffuso a livello mondiale nei sedimenti di mare epicontinentale e nelle fasce marginali settentrionale e meridionale dell'oceano della Tetide, dalle Americhe all'Europa occidentale, Africa, Madagascar, Asia centro-meridionale ed estremo oriente, fino al Giappone. Come tutte le Acanthoceratidae, non era una forma oceanica (non è frequente nelle facies di mare profondo). Non è presente neppure nella provincia boreale a clima temperato-freddo .

## Habitat
Forma di profondità moderata, entro i limiti della piattaforma continentale. 
L'ornamentazione elaborata e pesante degli stadi giovanili non depone a favore di un nuoto veloce: è possibile che si trattasse di forme necto-bentoniche, di fondale. Lo stadio adulto, con ornamentazione tendenzialmente ridotta e meno rilevata, e in diverse specie con conchiglia lateralmente compressa, potrebbe essere stato più mobile.